# Central Cee

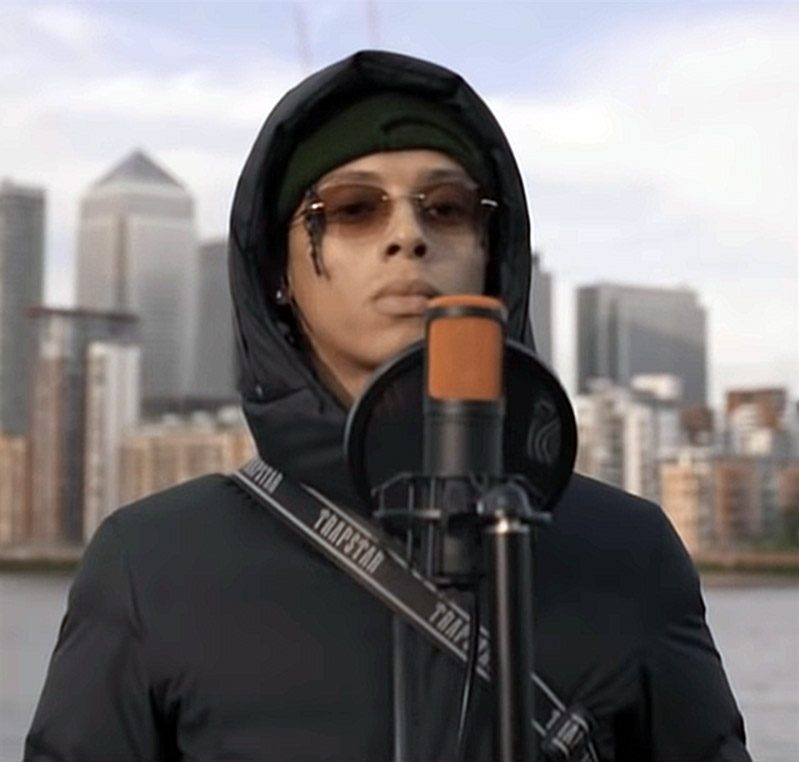
Central Cee (2019)

Central Cee (* 4. Juni 1998 in Shepherd’s Bush, London; bürgerlich Oakley Neil Caesar-Su), auch bekannt als Cench, ist ein britischer Rapper aus Westlondon. Ende 2020 hatte er seinen nationalen Durchbruch mit dem Song Loading. Mit seinem Debüt-Mixtape Wild West war er im Jahr darauf international erfolgreich.

## Biografie
Oakley Caesar-Su alias Central Cee begann als Teenager in der zweiten Hälfte der 2010er Jahre Songs zu veröffentlichen. In den Anfangsjahren verwendete er viel Auto-Tune und bewegte sich im Trap-Genre. 2020 wandte er sich dem Drill Rap zu und mit Veröffentlichungen wie Day in the Life und Molly sowie einem Auftritt in der Freestyle-Rapshow Mad About Bars von Kenny Allstar machte er auf sich aufmerksam. Im Oktober des Jahres veröffentlichte er Loading und hatte damit seinen ersten Hit. Der Song stieg auf Anhieb in die Top 40 der UK-Charts ein und stieg bis Platz 19. 21 Wochen hielt er sich in den Top 100 und brachte ihm eine Gold-Auszeichnung.
Zwei weitere Songs brachte er in die Charts, einer davon der Top-10-Hit Commitment Issues, bevor er im März 2021 das Mixtape Wild West folgen ließ. Es schaffte den Einstieg auf Platz 2 und hielt sich über ein halbes Jahr in den Charts. Es war über England hinaus erfolgreich und kam unter anderem auch in Frankreich und Australien in die Hitlisten. Der Erfolg brachte ihm den Breakthrough Award von GRM Daily.
Im September veröffentlichte er die Single Obsessed with You, auf der er die Newcomerin PinkPantheress samplet. Sie kam ebenfalls international in die Charts, unter anderem auch in der Schweiz, und brachte ihm mit Platz 4 seine beste Singleplatzierung in England. Seiner Ankündigung seines zweiten Mixtapes für das folgende Jahr folgte die Aufnahme in den Sound of 2022 der BBC.

## Diskografie
Studioalben

| Jahr | Titel Musiklabel                             | Höchstplatzierung, Gesamtwochen, AuszeichnungChartplatzierungen (Jahr, Titel, Musiklabel, Platzierungen, Wochen, Auszeichnungen, Anmerkungen) | Höchstplatzierung, Gesamtwochen, AuszeichnungChartplatzierungen (Jahr, Titel, Musiklabel, Platzierungen, Wochen, Auszeichnungen, Anmerkungen) | Höchstplatzierung, Gesamtwochen, AuszeichnungChartplatzierungen (Jahr, Titel, Musiklabel, Platzierungen, Wochen, Auszeichnungen, Anmerkungen) | Höchstplatzierung, Gesamtwochen, AuszeichnungChartplatzierungen (Jahr, Titel, Musiklabel, Platzierungen, Wochen, Auszeichnungen, Anmerkungen) | Höchstplatzierung, Gesamtwochen, AuszeichnungChartplatzierungen (Jahr, Titel, Musiklabel, Platzierungen, Wochen, Auszeichnungen, Anmerkungen) | Anmerkungen                                               |
| Jahr | Titel Musiklabel                             | DE | AT | CH | UK | US | Anmerkungen                                               |
| ---- | -------------------------------------------- | --- | --- | --- | --- | --- | --------------------------------------------------------- |
| 2025 | Can’t Rush Greatness Columbia Records (Sony) | DE1 (5 Wo.)DE | AT1 (7 Wo.)AT | CH1 (… Wo.)CH | UK1 Gold · (… Wo.)UK | US9 (4 Wo.)US | Erstveröffentlichung: 24. Januar 2025 Verkäufe: + 100.000 |